# Miloslav Pěnička
Miloslav Pěnička (* 16. dubna 1935 Ostrava) je český hudební skladatel žijící v Austrálii.

## Život
Studoval skladbu na Pražské konzervatoři v letech 1953 až 1958 u Emila Hlobila. Po dvouleté vojenské službě pokračoval ve studiu u téhož profesora na Hudební a taneční fakultě Akademie múzických umění. Absolvoval v roce 1964. V dubnu téhož roku se oženil s australskou houslistkou Janet Harvey a s manželkou přesídlil do Austrálie.
Po čtyři roky pracoval jako archivář v ABC's Music Library. V roce 1968 vyučoval na St George School of Music v Sydney. Nyní vyučuje hudbu na střední škole v Abbotsleigh (Sydney).

## Dílo

### Orchestrální skladby
- Serenáda pro malý orchestr (1958)
- Serenáda II pro malý orchestr (1961)
- Koncert pro klavír a orchestr (1963)
- Divertimento (1963)
- Symfonie (1964)
- Divertimento for strings (1972)
- Dance (1973)
- Concerto for clarinet and orchestra (1977)
- Youthralian overture (1989)
- Winter pastorale (1991)
- Gemini suite (1993)
- Nocturne for string orchestra (1993)
- Lieutenant Clarke's march (1994)
- Once upon a time (1995)
- Pocket concerto (1996)
- Riff-raff dance (1999 )
- Arietta pro smyčcový orchestr (1999)

### Komorní hudba
- Smyčcovy kvartet (1962)
- Bee flies backwards (1973)
- Piano quartet (1973)
- Sonatina pro violoncello a klavír (1976)
- Four pieces pro flétnu a klavír (1977)
- Waggish waltz (flétna a klavír, 1977)
- Second sonata for piano (1979)
- Sonatina for strings (1980)
- Partita Trios (1987)
- Sonatina for piano (1989)
- Kookaburra's friends (klavír, 1990)
- Romanza pro housle a klavír (1991)
- Walkabout (flétna a klavír, 1992)
- Adieux (violoncello a klavír, 1992)
- Ballade (flétna a klavír, 1992)
- Indian summer (housle nebo flétna a klavír, 1994)
- Cavatina (violoncello a klavír, 1994)
- Four pieces pro hoboj a klavír (1995)
- Pastoral pro saxofon a klavír (1996)
- Musings (klavír, 1996)
- Waltzettino (housle a klavír, 1996)
- Fuddle in G pro klavír (1997)
- Giocoso (1997)
- Minuet Quartets (3 housle a violoncello, 1999)
- Waratah and others (klavír, 2000)

### Sbory
- Chosnu (1975)
- Hashin (1975)
- Loneliness (1975)
- Moon on the water (1975)
- Three haiku (1975)
- Soin (1975)